# Ramon Berenguer de Fluvià
Ramon Berenguer de Fluvià (Catalunya, segle xiv - ducat de Savoia, segle xv) fou un cavaller català.
Conegut també com a Berenguer de Fluvià, fou conseller, capità i un dels principals valedors de Jaume II d'Urgell en la seva disputa amb Ferran d'Antequera per la Corona d'Aragó. El 1412, Després del compromís de Casp, aconsellà a Jaume II que s'hi enfrontés militarment.
Intentà d'apoderar-se de Lleida, sense èxit, però el 1413 derrotà les forces reialistes de Francesc d'Erill i d'Orcau i de Jordi de Caramany en el combat de Margalef. Un cop derrotada la causa urgellista, passà al ducat de Savoia, on el duc Amadeu VIII de Savoia, i el 1414, Ferran d'Antequera va donar a Jofre de Becerola, el secretari de la reina les viles de Montgai, Cubells i Camarasa, que havien estat de Ramon Berenguer de Fluvià.